# Roger Van Steenkiste
Roger Van Steenkiste (Tielt, 20 juli 1931 - 6 december 1994) was een Belgisch volksvertegenwoordiger.

## Levensloop
Van Steenkiste was vanaf 1958 actief als secretaris van de socialistische federatie voor Roeselare-Tielt.
Vanaf 1971 was hij voor de BSP en daarna de SP gemeenteraadslid in Meulebeke. Ook volgde hij in februari 1984 Roger Hostekint op als lid van de Kamer van volksvertegenwoordigers voor het arrondissement Roeselare en vervulde dit mandaat tot in 1991. In de periode maart 1984-oktober 1991 had hij als gevolg van het toen bestaande dubbelmandaat ook zitting in de Vlaamse Raad. De Vlaamse Raad was vanaf 21 oktober 1980 de opvolger van de Cultuurraad voor de Nederlandse Cultuurgemeenschap, die op 7 december 1971 werd geïnstalleerd, en was de voorloper van het huidige Vlaams Parlement.  